# Diachronní a synchronní
Diachronní a synchronní metoda označuje dvojí možný rozměr zkoumání společenských jevů (sociálních fakt):
- Synchronní pohled (také synchronie, z řec. synchronos, současný) se zabývá zkoumáním současné, přítomné skutečnosti, její struktury a vztahů. Charakteristickým příkladem jsou srovnávací a strukturalistické směry např. v jazykovědě, v etnologii, v literární vědě nebo v sociologii.
- Diachronní pohled (také diachronie, z řec. dia chronú, v čase) sleduje proměny a vývojové tendence určitého tématu v dějinách, v čase.

Tak stály proti sobě na jedné straně např. synchronní, tj. popisná a kontrastivní lingvistika, a na druhé straně historická lingvistika, podobně srovnávací a evoluční religionistika, evolucionistická a strukturální antropologie a podobně.
Rozlišení obou pohledů pochází od švýcarského lingvisty Ferdinanda de Saussure (resp. od Viléma Mathesia a Pražského lingvistického kroužku, který k poznatku došel ještě před Saussurem). Protože diachronní pohled spíše převládal ve společenských vědách 19. století (historismus, evolucionismus), vyvolal v první polovině 20. století strukturalistickou reakci. V současné době si badatelé uvědomují, že obojí patří k sobě, mohou se doplňovat, a tak se oba pohledy střídají a často i kombinují (např. britský antropolog Jack Goody).